# アルビアン・クヌク・ドッグ
アルビアン・クヌク・ドッグ（英：Arubian Cunucu Dog）は、オランダ領アンティル諸島のアルバ島原産の希少犬種である。犬種名の「クヌク」というのは、原産地のパピアメント語で「田舎」を意味しているという。
16世紀ごろにポルトガルの商人によってアルバ島に連れて来られたポデンゴ・ポルトゥゲス・メディオと土着の犬が自然交雑して誕生した。中型犬で、毛色はブラウン・アンド・ホワイトやブラック・アンド・タンが多い。俊敏で狩猟能力が高く、性格は忠実である。ボデンゴと異なり、巻き尾の個体がいることから、土着の犬はスピッツ系と見られている。
アラワクインディアンによって、大切なタンパク源であるイグアナやオオトカゲを狩るのに使われていた。
1999年、アルバ政府によってクヌクの記念切手が発行されている。